# William Wragg
William Peter Wragg (sinh ngày 11 tháng 12 năm 1987) là một chính khách thuộc Đảng Bảo thủ người Anh. Ông là Nghị sĩ Quốc hội (MP) cho khu vực Hazel Grove tại Greater Manchester từ tháng 5 năm 2015.

## Đời tư
Wragg sống tại Hazel Grove và London. Ông công khai là người đồng tính.